# 하나오카정 (아키타현)
하나오카정(花岡町)은 아키타현 기타아키타군에 설치되었던 정이다.